# Karl Koch (Komponist)
Karl Koch (* 29. Jänner 1887 in Biberwier, Tirol; † 20. September 1971 in Innsbruck) war ein österreichischer Komponist, Chorleiter und Musiklehrer.

## Leben
Karl Koch erhielt den ersten Musikunterricht von seinem Vater Johann Koch, der Schullehrer, Organist und Chorleiter in Biberwier war, und lernte autodidaktisch Orgel, Klavier und Violine. Ab 1897 besuchte er das Gymnasium Vinzentinum in Brixen, wo er auch Mitglied im Chor und Orchester war. Von 1905 bis 1909 studierte er am Vinzentinum Theologie und wurde 1909 zum Priester geweiht. Anschließend war er als Kooperator in Tux im Zillertal tätig. Dort entstanden seine ersten Kompositionen, darunter die Marienmesse (op. 2), die ihn überregional bekannt machte.
In Brixen kam Koch in Kontakt mit Ignaz Mitterer, der ihn förderte. So konnte er 1912/1913 die Kirchenmusikschule Regensburg besuchen, wo er erstmals mit Werken von Anton Bruckner, Max Reger, Hans Pfitzner, Hugo Wolf und Richard Strauss in Berührung kam. Nach nur einem Jahr legte er die Reifeprüfung ab. Nach einer kurzen Zeit in Brixen wurde er 1915 Chordirektor an der Pfarrkirche Bozen, von 1916 bis 1919 unterrichtete er auch Musik und Gesang an der Mittelschule. 1920/21 studierte er an der Wiener Musikakademie Orgel, Dirigieren und Komposition bei Joseph Marx und Max Springer.
Zum 1. November 1924 wurde Karl Koch von Propst Josef Weingartner als Chorregent an die Pfarrkirche St. Jakob in Innsbruck berufen, die 1964 zum Dom der neugeschaffenen Diözese Innsbruck erhoben wurde. In seiner Amtszeit, die bis 1967 dauerte, führte er die Kirchenmusik in Innsbruck zu neuer Blüte und sorgte für eine Ausweitung des Repertoires, das neben seiner Vorliebe für Anton Bruckner vor allem zeitgenössische Kirchenmusik von Tiroler Komponisten wie Josef Pembaur, Karl Senn, Josef Lechthaler, Joseph Messner, Josef Gasser, Vinzenz Goller, Ignaz Mitterer sowie eigene Werke umfasste. 1931 wurde nach seiner Planung eine neue Orgel von Rieger Orgelbau in das alte Gehäuse eingebaut.
Von 1924 bis 1938 unterrichtete er Orgel und Musiktheorie am Innsbrucker Konservatorium. Mit dem Schuljahr 1938/39 wollte er dort nach langer Planung eine Abteilung für Kirchenmusik gründen. Das wurde vom kirchenfeindlichen NS-Regime abgelehnt, darüber hinaus verbot Gauleiter Franz Hofer Koch jede weitere Tätigkeit als Lehrer am Konservatorium und sogar jede private Lehrtätigkeit. Auch die großen Aufführungen kirchenmusikalischer Werke waren den Machthabern ein Dorn im Auge. So wurde zu Pfingsten 1939 den Musikern des Symphonieorchesters kurzfristig untersagt, an der Aufführung von Beethovens C-Dur-Messe mitzuwirken. Koch behalf sich mit nicht vom Verbot betroffenen Musikern wie pensionierte Berufsmusikern, Musikern der Regimentsmusikkapelle oder guten Laienmusikern, was ihm immer wieder amtliche Vorladungen einbrachte. Selbst nach der schweren Beschädigung des Domes bei einem Luftangriff im Dezember 1944 gestaltete er mit dem reduzierten Pfarrchor weiter die Gottesdienste.
Ab 1948 unterrichtete Koch wieder am Innsbrucker Konservatorium. Schon seit 1946 war er Lehrbeauftragter für Musiktheorie an der Universität Innsbruck.

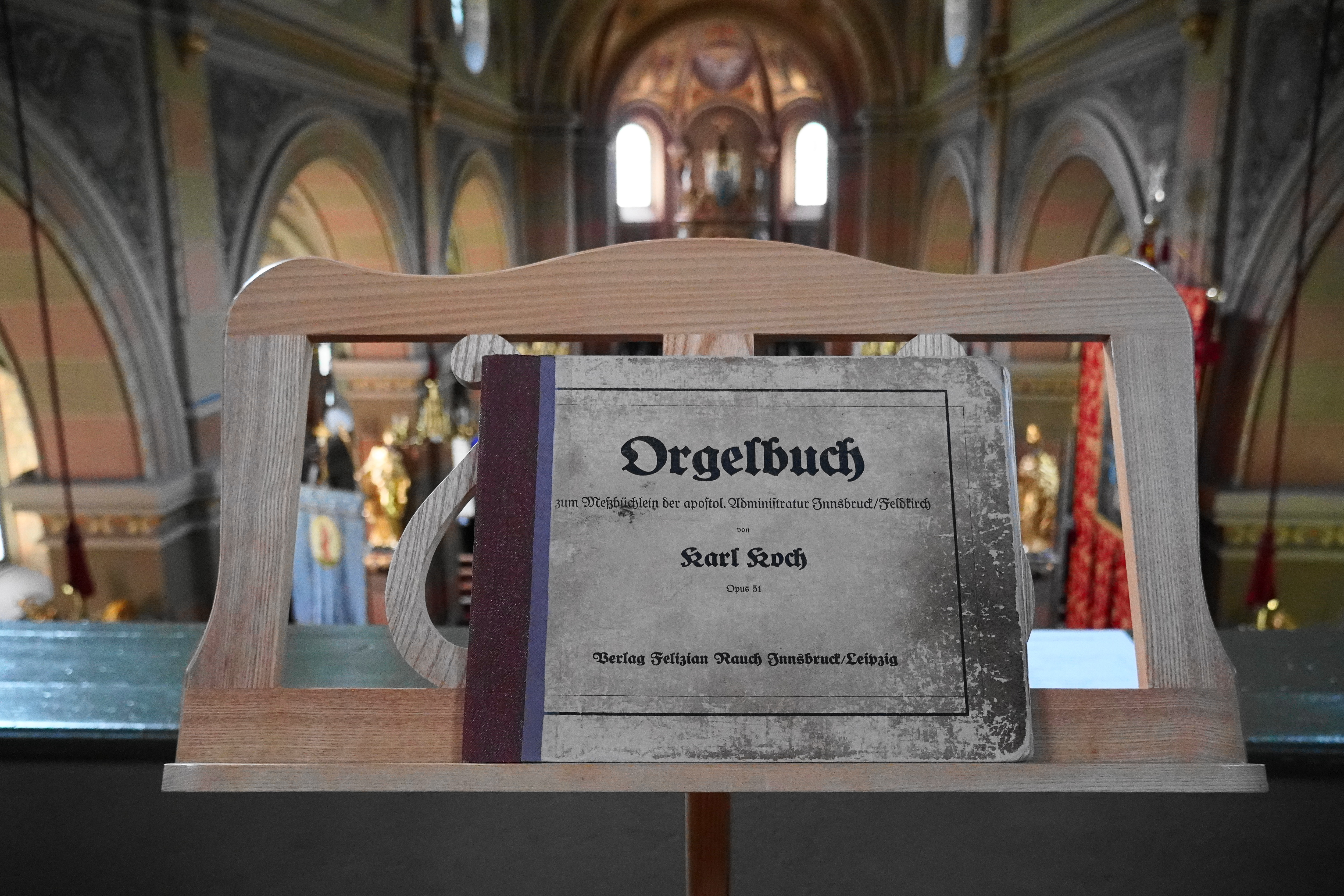
Abgegriffenes Orgelbuch mit Werken von Karl Koch

Karl Koch gilt als einer der bedeutendsten Komponisten Tirols im 20. Jahrhundert und Weiterentwickler der Kirchenmusik. Er schuf hauptsächlich Messen, Offertorien, geistliche Chormusik und	 Requien, aber auch weltliche Stücke wie Klavierstücke, eine Symphonie und eine Kinderoper. Stilistisch gilt er als Neuromantiker und Impressionist, zahlreiche seiner Werke zeigen den Einfluss Anton Bruckners.

## Ehrungen
- Berufstitel Professor, 1948
- Ehrenring der Stadt Innsbruck, 1968[1]
- Professor-Karl-Koch-Weg in Biberwier
- Bronzebüste zu seinem 70. Geburtstag, heute im Foyer des Tiroler Landeskonservatoriums aufgestellt[2][3]

## Werke
- Missa in honorem Beatae Mariae Virginis für Chor, Orgel und Bläser, op. 2, 1910
- Festmesse zu Ehren der Geburt unseres Herrn Jesu Christi, op. 7, 1916
- Die Dolomitenwacht, Chor (Text von Anton Müller), 1916
- In medio vitae, Messe, op. 20, 1924/25
- Aus den Bergen, Symphonie, op. 53, 1942 (uraufgeführt 1947)
- Sonatine für Klavier, op. 56, 1942
- Streichquartett in A-Dur, op. 60, 1947/48
- Requiem für Vokalsoli, Chor, Orchester und Orgel, op. 85, 1955–58
- Frau Holle, Kinderoper, 1967